# Johann Theodor Susemihl
Johann Theodor Susemihl (* 1772 in  Rainrod; † nach 1847) war ein deutscher Tiermaler, Kupferstecher und Lithograf, der in Darmstadt und Paris gewirkt hat.

## Leben und Werk

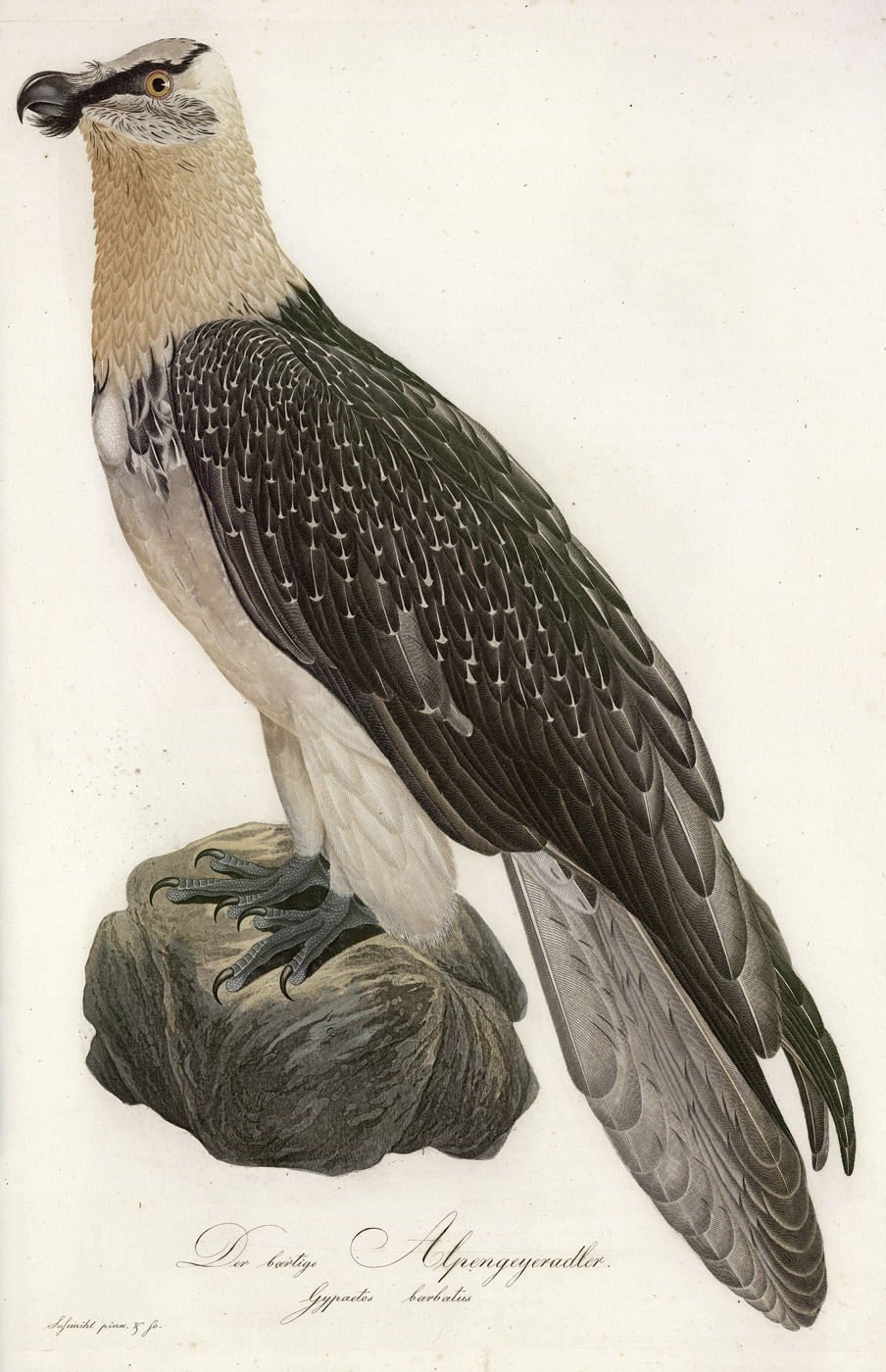
Der bartige Alpengeyeradler (Gypaetus barbatus) (= Bartgeier) (zwischen 1802 und 1812)

Susemihl war der jüngere Bruder von Johann Conrad Susemihl und ein Schüler von Johann Georg Pforr.
Von 1789 bis 1791 arbeitete er im Kunstinstitut des Kriegsrats Johann Heinrich Merck in Darmstadt. Zwischen 1800 und 1817 zeichnete und stach er mit seinem älteren Bruder zahlreiche Vögel in Folio für die „Teutsche Ornithologie“. Er hielt sich um 1802 in Frankreich auf, da ein von ihm signiertes Werk mit „Th. Susemihl … le 9. juin 1802“ datiert ist. Im Jahre 1805 ging er mit Unterstützung des Landgrafen Ludwig X. von Hessen-Darmstadt nach Paris, wo er für die lithografische Anstalt von Johann Andrés arbeitete. Er fertigte in Paris zahlreiche naturgeschichtliche Zeichnungen (besonders Vierfüßler und Vögel).
Susemihl stellte noch bis 1848 Tierbilder und -stillleben aus.
Werke (Auswahl)
- 1802 Porträt eines Herrn (L. Boilly)
- Le Chamois (Gämse)
- Le Chameau. (Kamel)
- Le porc epic. (Stachelschwein)